# Botanical Exchange Club and Society of the British Isles
Botanical Exchange Club and Society of the British Isles (abreviado Bot. Exch. Club Soc. Brit. Isles) fue una revista con descripciones botánicas de la que fueron editados los volúmenes 2-3, en los años 1901/10- 1911/13. Fue precedida por Botanical Exchange Club of the British Isles y continuada por Botanical Society and Exchange Club of the British Isles.